# Сестре (филм из 1976)
„Сестре” је југословенски ТВ филм из 1976. године. Режирао га је Александар Ђорђевић а сценарио је написао Милан Митић.

## Улоге
| Глумац                 | Улога                       |
| ---------------------- | --------------------------- |
| Јелисавета Сека Саблић | Милева, мајка три девојчице |
| Бранислав Вукашиновић  | Наратор                     |